# Troy Kotsur
Troy Michael Kotsur (Mesa, 24 luglio 1968) è un attore, regista e produttore cinematografico statunitense, vincitore dell'Oscar al miglior attore non protagonista nel 2022.

## Biografia
Nato sordo, ha studiato nella Scuola per Sordi dello Stato di California, la Californian School for Deaf, apprendendo fin dall'infanzia la lingua dei segni americana (American Sign Language). È sposato con la collega, Deanne Bray (anche lei sorda come il marito), da cui ha avuto una figlia, Kyra Monique Kotsur, udente. Appassionato dell'arte del teatro, nel 1991 insieme con Ed Waterstreet fonda il Deaf West Theatre, che è uno tra i maggiori della cultura sorda, come la International visual theatre.
Nel 2013 realizza la sua prima opera cinematografica della sua carriera da regista, No Ordinary Hero: The SuperDeafy Movie. Nel 2022 ha vinto l'Oscar al miglior attore non protagonista, due Screen Actors Guild Awards, un Critics Choice Award, un Independent Spirit Award, un Premio BAFTA ed è stato candidato al Golden Globe per il film CODA - I segni del cuore. È così diventato il secondo attore sordo a vincere un Premio Oscar dopo Marlee Matlin (coprotagonista del film CODA) nel 1987 con Figli di un dio minore. È, inoltre, il produttore di film per sordi D-movie (deafmovie).

## Filmografia

### Cinema
- Universal Signs, regia di Ann Calamia (2006)
- Number 23, regia di Joel Schumacher (2007)
- No Ordinary Hero: The SuperDeafy Movie, regia di Troy Kotsur (2013)
- Wild Prairie Rose, regia di Deborah Lavine (2016)
- Father's Day Breakfast, regia di Natalie Simpkins (2017)
- CODA - I segni del cuore (CODA), regia di Sian Heder (2021)

### Televisione
- Squadra Med - Il coraggio delle donne (Strong Medicine) – serie TV, episodio 1x16 (2001)
- Agente speciale Sue Thomas (Sue Thomas: F.B.Eye) – serie TV, 6 episodi (2002-2005)
- Doc – serie TV, episodio 4x05 (2003)
- CSI: NY – serie TV, episodio 3x12 (2006)
- Scrubs - Medici ai primi ferri (Scrubs) – serie TV, episodio 6x16 (2007)
- Criminal Minds – serie TV, episodio 8x01 (2012)
- The Mandalorian – serie TV, episodio 1x05 (2019)
- Fondazione (Foundation) – serie TV (2025)

## Riconoscimenti
- Premio Oscar
  - 2022 – Miglior attore non protagonista per CODA - I segni del cuore[7][8]
- Golden Globe
  - 2022 – Candidatura al miglior attore non protagonista per CODA – I segni del cuore[9]
- Premio BAFTA
  - 2022 – Miglior attore non protagonista per CODA – I segni del cuore[10][11]
- Boston Society of Film Critics
  - 2021 – Miglior attore non protagonista per CODA - I segni del cuore[12]
- Critics' Choice Awards
  - 2022 – Miglior attore non protagonista per CODA – I segni del cuore[13]
- Dallas-Fort Worth Film Critics Association
  - 2021 – Candidatura al miglior attore non protagonista per CODA – I segni del cuore
- Gotham Independent Film Awards
  - 2021 – Miglior interpretazione non protagonista per CODA – I segni del cuore[14][15]
- Screen Actors Guild Award
  - 2022 – Miglior attore non protagonista cinematografico per CODA – I segni del cuore[16]
  - 2022 – Miglior cast cinematografico per CODA – I segni del cuore[17]